# نورما ليون
نورما دوفيلد ستونج ليون (بالإنجليزية: Norma Lyon)‏ (29 يوليو 1929) - 26 يونيو 2011) كانت مزارعة وفنانة أمريكية يُطلق عليه «سيدة زبدة البقر» . كانت معروفة ببصنع منحوتات زبدة متقنة في معرض ولاية أيوا في الفترة من 1960 م إلى 2006 م، عندما تقاعدت. كما ابتكرت تماثيل لمعارض الولاية الأخرى، وكذلك أعمال بتكليف من المشاهير والسياسيين.

## السنوات المبكرة
وُلد ليون في ناشفيل بولاية تينيسي في 29 يوليو 1929، وهي بنت بينتون ستونج، مراسل صحفي وزوجته إلسا. كانت جدتها، بيرثا كلارك، مؤسس أوركسترا سمفونية نوكسفيل، وكتب عمها فيل ستونغ كتاب الدولة العادلة ، الذي تم تحويله لاحقًا إلى ثلاثة أفلام ومسرح موسيقي.
درست علوم الحيوان في جامعة ولاية أيوا، لأنها لم تكن تسمح للنساء الالتحاق ببرنامج العلوم البيطرية في ذلك الوقت. هناك تدربت على النحت مع الفنان كريستيان بيترسن.

## عائلة
تزوجت من جايلورد "جو" ليون في 22 يوليو 1950 في آميس بولاية أيوا، وانتقلوا إلى توليدو بنفس الولاية، لإدارة مزرعة الألبان الخاصة بهم "ليون جيرزي"  كان للزوجين تسعة أطفال. 

## المسيرة المهنية
في عام 1960 م، استولت على إنتاج منحوتات زبدة البقر في معرض ولاية أيوا، وهو تقليد منذ عام 1911 م. توسعت لاحقًا لتشكيل منحوتات أخرى، بما في ذلك غارث بروكس، وإلفيس بريسلي، وجون واين، وشخصيات الفول السوداني، ودراجة نارية هارلي ديفيدسون، والقوطية الأمريكية لجرانت وود، والعشاء الأخير. كما قدمت تمثال نصفي لكاتي كوريك ومات لاور وباراك أوباما وتمثال نصفي للجبن لديفيد ليترمان.
ظهر ليون على فيلم «تو تل ذ اتروث» في عام 1963 م، وتم تعريفها على أنه سيدة الزبدة البقرية من قبل اثنين من المشاركين، وهما كيتي كارلايل وتوم بوستون.   ظهرت فيما بعد في ليت نايت مع ديفيد ليترمان مع بقرة منحوتة من الجبن.  كانت موضوع كتاب عام 2002 م بعنوان The Butter Cow Lady، كتبها بريندا ميكل.

## وفاتها
في 26 يونيو 2011 م، توفيت متأثرةً بسكتة دماغية في مارشال تاون بأيوا، عن 81 عامًا.   وقد تركت عائلة كبيرة ممتدة، بما في ذلك زوجها وتسعة أطفال و 23 أحفاد وخمسة أحفاد أحفاد.

## روابط خارجية
- ليون الفانيلة موقع الأسرة [وصلة مكسورة] [ رابط ميت ][ رابط ميت ]
- The Butter Cow Lady على موقع واي باك مشين (نسخة محفوظة 8 August 2018)
- ليون الفانيلة عبر رابطة الماشية جيرسي الأمريكية